# Беласиця (гірський хребет)
Беласиця (чорн. Бјеласица) — гірський хребет, який розташований у національному парку Биоградська гора поблизу Колашина, що в Чорногорії. Найвища точка — Црна Глава («Чорна голова»), яка має висоту 2 139 метрів.

## Особливості
Площа гірського хребта — 630 км². Гірський масив ділиться на чотири основні ділянки, які тягнуться з північного заходу на південний схід. Хребет є вулканічного походження та має будову гладких округлих форм з нерізкими перепадами ландшафту. Беласиця відрізняється від більшості інших гір Чорногорії вапняними відкладами, які рясніють у вигляді карстових форм з численними тріщинами та розколинами.
Хребет межує з річками Лім і Тара. Розташований в 5 з 21 муніципалітетів Чорногорії: Колашин (займає найбільшу частину), Мойковац, Бієло-Полє, Беране і Андрієвиця.

### Вершини

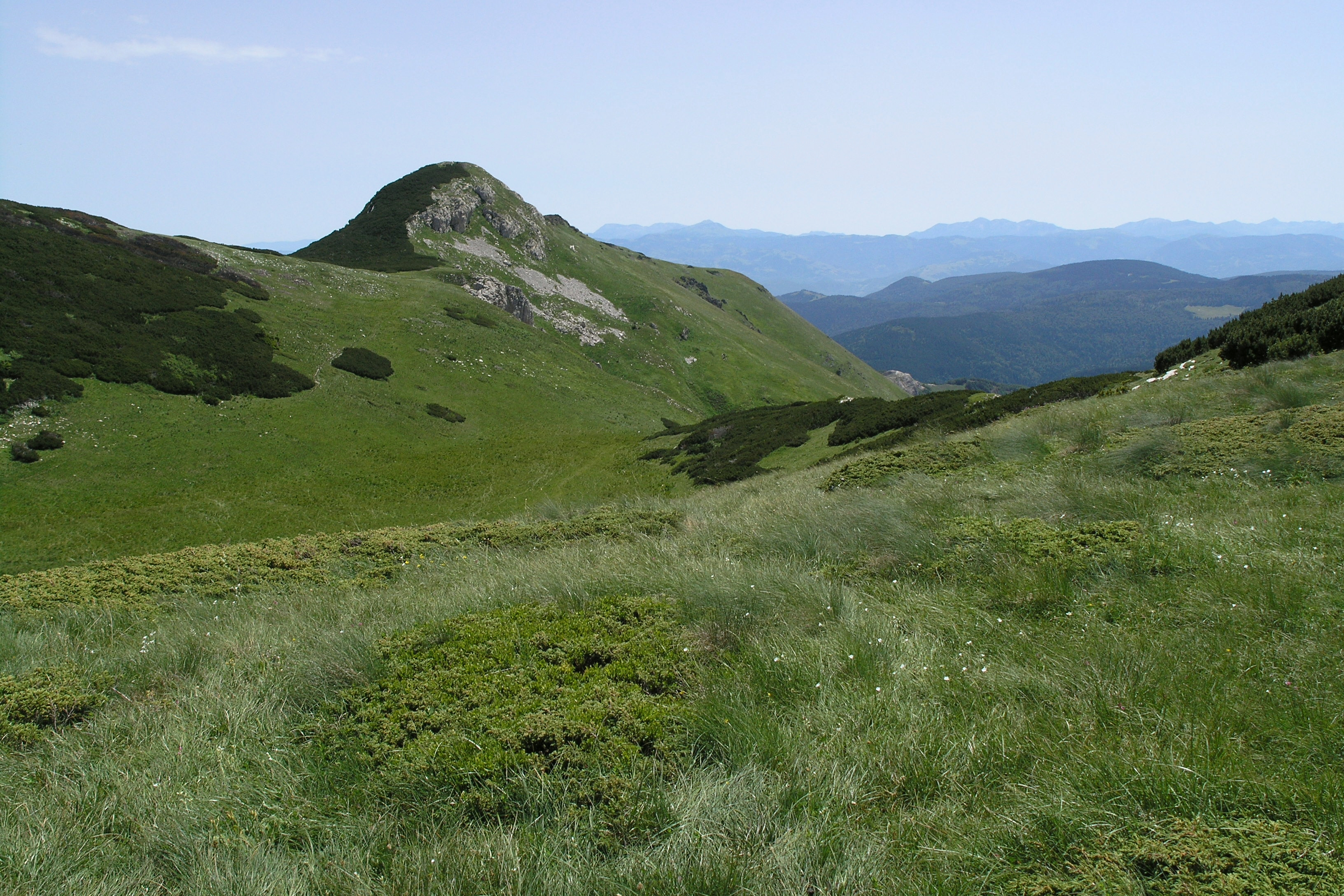
Црна Глава

Беласиця має 10 вершин понад 2 000 метрів, а саме:
- Црна Глава — 2 139 м.
- Стрмениця — 2122 м.
- Зекова Глава — 2117 м.
- Косара — 2079 м.
- Троглава — 2072 м.
- Пешица Глава — 2056 м.
- Стрмні Пад — 2050 м.
- Развршє — 2033 м.
- Потрково — 2009 м.
- Црна Локва — 2008 м.

### Озера

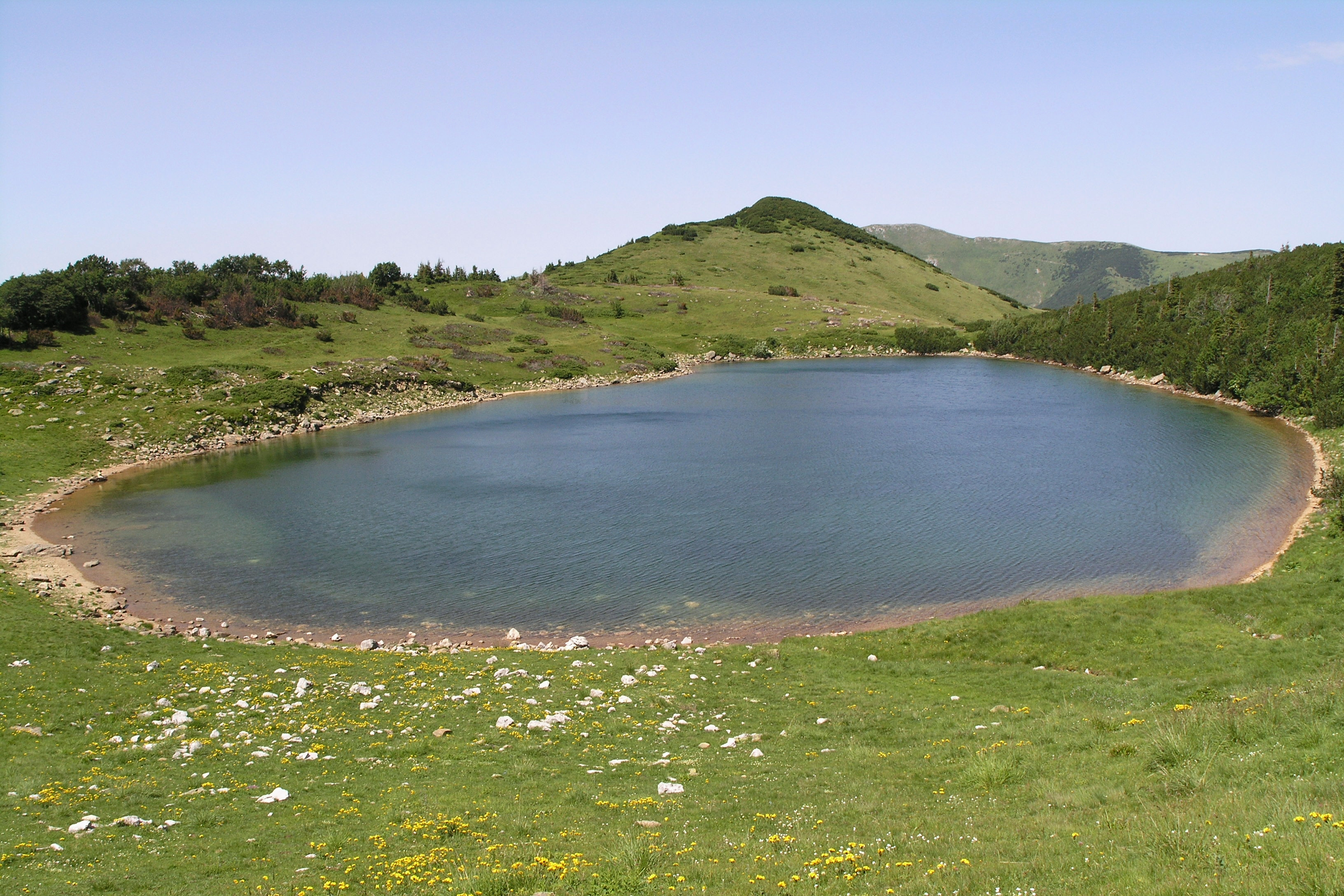
Озеро Урсуловачко

Беласиця є домівкою для 6 льодовикових озер :
- Озеро Биоград
- Озеро Пешича
- Озеро Урсуловачко
- Озеро Шишко
- Озеро Мало Шишко
- Озеро Мало Урсуловачко

## Туризм
Беласиця, поряд з Дурмітором, є центром гірського туризму в Чорногорії. Перевагою хребта є легкодоступність, оскільки місто Колашин розташоване як на головній дорозі з Подгориці до Сербії, так і на залізничному шляху Белград–Бар .
В Беласиці знаходиться популярний гірськолижний курорт «Колашин 1450», який має сучасні крісельні підйомники та розвинуту інфраструктуру.
В останні роки Беласиця стає популярною і в літній період, оскільки підходить для екотуризму, походів, альпінізму та рекреаційного туризму в цілому. Проживання в автентичних хатах (в катунах) стає все більш популярним варіантом відпочинку влітку. Завдяки прекрасному ландшафту, багатству озер і струмків та простоті доступу, гори місцевості мають великий потенціал для розвитку туризму.